# Old Garlock
Old Garlock – obszar niemunicypalny w Kern County, w Kalifornii (Stany Zjednoczone), na wysokości 605 m, 4,8 km od Garlock.